# Boult-sur-Suippe
Boult-sur-Suippe település Franciaországban, Marne megyében. Lakosainak száma 1793 fő (2022. január 1.). Boult-sur-Suippe L’Écaille, Houdilcourt, Roizy, Sault-Saint-Remy, Bazancourt, Pomacle, Saint-Étienne-sur-Suippe és Bourgogne-Fresne községekkel határos.

## Népesség
A település népességének változása:
| Lakosok száma | 974  | 899  | 1361 | 1436 | 1689 | 1701 | 1705 | 1773 | 1780 | 1793 |
|               | 1968 | 1982 | 1990 | 2006 | 2013 | 2015 | 2017 | 2019 | 2020 | 2022 |